# Diana Ross/Diskografie
Diese Diskografie ist eine Übersicht über die musikalischen Werke der US-amerikanischen Sängerin, Entertainerin und Schauspielerin Diana Ross. Den Schallplattenauszeichnungen zufolge hat sie bisher mehr als 18,9 Millionen Tonträger verkauft, davon alleine in ihrer Heimat über 12,5 Millionen. Ihre erfolgreichste Veröffentlichung ist die Single Endless Love mit über 1,7 Millionen verkauften Einheiten. Die meisten Veröffentlichungen von Diana Ross fanden beim Label Motown Records statt. Von 1981 bis 1987 stand sie bei RCA Records unter Vertrag.

## Alben

### Studioalben
Einige Alben haben denselben Titel aber unterschiedlichen Inhalt. In diesem Fall ist hinter dem Titel in eckigen Klammern das Veröffentlichungsjahr angegeben.

| Jahr | Titel                                          | Höchstplatzierung, Gesamtwochen, AuszeichnungChartplatzierungen (Jahr, Titel, Platzierungen, Wochen, Auszeichnungen, Anmerkungen) | Höchstplatzierung, Gesamtwochen, AuszeichnungChartplatzierungen (Jahr, Titel, Platzierungen, Wochen, Auszeichnungen, Anmerkungen) | Höchstplatzierung, Gesamtwochen, AuszeichnungChartplatzierungen (Jahr, Titel, Platzierungen, Wochen, Auszeichnungen, Anmerkungen) | Höchstplatzierung, Gesamtwochen, AuszeichnungChartplatzierungen (Jahr, Titel, Platzierungen, Wochen, Auszeichnungen, Anmerkungen) | Höchstplatzierung, Gesamtwochen, AuszeichnungChartplatzierungen (Jahr, Titel, Platzierungen, Wochen, Auszeichnungen, Anmerkungen) | Anmerkungen                                             |
| Jahr | Titel                                          | DE | AT | CH | UK | US | Anmerkungen                                             |
| ---- | ---------------------------------------------- | --- | --- | --- | --- | --- | ------------------------------------------------------- |
| 1970 | Diana Ross [1970]                              | — | — | — | UK14 (5 Wo.)UK | US19 (28 Wo.)US | Erstveröffentlichung: 19. Juni 1970                     |
| 1970 | Everything Is Everything                       | — | — | — | UK31 (3 Wo.)UK | US42 (16 Wo.)US | Erstveröffentlichung: 3. November 1970                  |
| 1971 | Surrender (auch bekannt als I’m Still Waiting) | — | — | — | UK10 Silber · (11 Wo.)UK | US56 (17 Wo.)US | Erstveröffentlichung: 6. Juli 1971                      |
| 1973 | Touch Me in the Morning                        | — | — | — | UK7 Gold · (35 Wo.)UK | US5 (28 Wo.)US | Erstveröffentlichung: 22. Juni 1973                     |
| 1973 | Diana & Marvin                                 | — | — | — | UK6 Gold · (45 Wo.)UK | US26 (47 Wo.)US | Erstveröffentlichung: 26. Oktober 1973 mit Marvin Gaye  |
| 1973 | Last Time I Saw Him                            | — | — | — | UK41 (1 Wo.)UK | US52 (17 Wo.)US | Erstveröffentlichung: 6. Dezember 1973                  |
| 1976 | Diana Ross [1976]                              | — | — | — | UK4 Gold · (26 Wo.)UK | US5 (32 Wo.)US | Erstveröffentlichung: 10. Februar 1976                  |
| 1977 | Baby It’s Me                                   | — | — | — | UK— SilberUK | US18 (19 Wo.)US | Erstveröffentlichung: 16. September 1977                |
| 1978 | Ross [1978]                                    | — | — | — | — | US49 (17 Wo.)US | Erstveröffentlichung: 3. September 1978                 |
| 1979 | The Boss                                       | — | — | — | UK52 (2 Wo.)UK | US14 Gold · (37 Wo.)US | Erstveröffentlichung: 23. Mai 1979                      |
| 1980 | Diana                                          | DE5 (25 Wo.)DE | AT8 (8 Wo.)AT | — | UK12 Gold · (32 Wo.)UK | US2 Platin · (52 Wo.)US | Erstveröffentlichung: 22. Mai 1980                      |
| 1981 | Why Do Fools Fall in Love                      | — | — | — | UK17 Gold · (24 Wo.)UK | US15 Platin · (33 Wo.)US | Erstveröffentlichung: 14. September 1981                |
| 1982 | Silk Electric                                  | — | — | — | UK33 Silber · (12 Wo.)UK | US27 Gold · (24 Wo.)US | Erstveröffentlichung: 10. September 1982                |
| 1983 | Ross [1983]                                    | DE34 (8 Wo.)DE | — | — | UK44 (5 Wo.)UK | US32 (17 Wo.)US | Erstveröffentlichung: 9. Juni 1983                      |
| 1984 | Swept Away                                     | DE22 (10 Wo.)DE | AT15 (2 Wo.)AT | CH17 (5 Wo.)CH | UK40 (5 Wo.)UK | US26 Gold · (45 Wo.)US | Erstveröffentlichung: 13. September 1984                |
| 1985 | Eaten Alive                                    | DE20 (9 Wo.)DE | AT14 (6 Wo.)AT | CH10 (7 Wo.)CH | UK11 (19 Wo.)UK | US45 (20 Wo.)US | Erstveröffentlichung: 23. August 1985                   |
| 1987 | Red Hot Rhythm & Blues                         | DE55 (4 Wo.)DE | — | CH22 (3 Wo.)CH | UK47 (4 Wo.)UK | US73 (14 Wo.)US | Erstveröffentlichung: 8. Mai 1987                       |
| 1989 | Workin’ Overtime                               | DE64 (1 Wo.)DE | — | — | UK23 Silber · (4 Wo.)UK | US116 (6 Wo.)US | Erstveröffentlichung: 6. Juni 1989                      |
| 1991 | The Force Behind the Power                     | — | — | CH37 (1 Wo.)CH | UK11 Platin · (31 Wo.)UK | US102 (3 Wo.)US | Erstveröffentlichung: 10. September 1991                |
| 1994 | A Very Special Season                          | — | — | — | UK37 Gold · (6 Wo.)UK | — | Erstveröffentlichung: 14. November 1994 Weihnachtsalbum |
| 1995 | Take Me Higher                                 | — | AT40 (6 Wo.)AT | — | UK10 (3 Wo.)UK | US114 (2 Wo.)US | Erstveröffentlichung: 5. September 1995                 |
| 1999 | Every Day Is a New Day                         | — | — | — | UK71 (1 Wo.)UK | US108 (4 Wo.)US | Erstveröffentlichung: 4. Mai 1999                       |
| 2006 | Blue                                           | — | — | — | — | US146 (1 Wo.)US | Erstveröffentlichung: 20. Juni 2006                     |
| 2006 | I Love You                                     | — | — | — | UK60 (1 Wo.)UK | US32 (7 Wo.)US | Erstveröffentlichung: 2. Oktober 2006 Coveralbum        |
| 2021 | Thank You                                      | DE33 (1 Wo.)DE | — | CH21 (1 Wo.)CH | UK7 (7 Wo.)UK | — | Erstveröffentlichung: 5. November 2021                  |

grau schraffiert: keine Chartdaten aus diesem Jahr verfügbar

### Livealben
| Jahr | Titel                                           | Höchstplatzierung, Gesamtwochen, AuszeichnungChartplatzierungen (Jahr, Titel, Platzierungen, Wochen, Auszeichnungen, Anmerkungen) | Höchstplatzierung, Gesamtwochen, AuszeichnungChartplatzierungen (Jahr, Titel, Platzierungen, Wochen, Auszeichnungen, Anmerkungen) | Höchstplatzierung, Gesamtwochen, AuszeichnungChartplatzierungen (Jahr, Titel, Platzierungen, Wochen, Auszeichnungen, Anmerkungen) | Höchstplatzierung, Gesamtwochen, AuszeichnungChartplatzierungen (Jahr, Titel, Platzierungen, Wochen, Auszeichnungen, Anmerkungen) | Höchstplatzierung, Gesamtwochen, AuszeichnungChartplatzierungen (Jahr, Titel, Platzierungen, Wochen, Auszeichnungen, Anmerkungen) | Anmerkungen                                                                                    |
| Jahr | Titel                                           | DE | AT | CH | UK | US | Anmerkungen                                                                                    |
| ---- | ----------------------------------------------- | --- | --- | --- | --- | --- | ---------------------------------------------------------------------------------------------- |
| 1974 | Diana Ross Live at Caesars Palace               | — | — | — | UK21 (8 Wo.)UK | US64 (17 Wo.)US | Erstveröffentlichung: Mai 1974                                                                 |
| 1977 | An Evening with Diana Ross                      | — | — | — | UK52 Silber · (1 Wo.)UK | US29 (14 Wo.)US | Erstveröffentlichung: 18. Januar 1977                                                          |
| 1989 | Greatest Hits Live                              | — | — | — | UK34 Gold · (6 Wo.)UK | — | Erstveröffentlichung: Oktober 1989 Best-Of-Livealbum                                           |
| 1993 | Stolen Moments – The Lady Sings… Jazz and Blues | — | — | — | UK45 (2 Wo.)UK | — | Erstveröffentlichung: April 1993                                                               |
| 1993 | Christmas in Vienna                             | DE13 Gold · (11 Wo.)DE | AT2 Platin · (5 Wo.)AT | CH7 Gold · (2 Wo.)CH | UK71 (2 Wo.)UK | US154 (3 Wo.)US | Erstveröffentlichung: 5. Oktober 1993 Live-Weihnachtsalbum mit Plácido Domingo & José Carreras |

grau schraffiert: keine Chartdaten aus diesem Jahr verfügbar

### Kompilationen
| Jahr | Titel                                                        | Höchstplatzierung, Gesamtwochen, AuszeichnungChartplatzierungen (Jahr, Titel, Platzierungen, Wochen, Auszeichnungen, Anmerkungen) | Höchstplatzierung, Gesamtwochen, AuszeichnungChartplatzierungen (Jahr, Titel, Platzierungen, Wochen, Auszeichnungen, Anmerkungen) | Höchstplatzierung, Gesamtwochen, AuszeichnungChartplatzierungen (Jahr, Titel, Platzierungen, Wochen, Auszeichnungen, Anmerkungen) | Höchstplatzierung, Gesamtwochen, AuszeichnungChartplatzierungen (Jahr, Titel, Platzierungen, Wochen, Auszeichnungen, Anmerkungen) | Höchstplatzierung, Gesamtwochen, AuszeichnungChartplatzierungen (Jahr, Titel, Platzierungen, Wochen, Auszeichnungen, Anmerkungen) | Anmerkungen |
| Jahr | Titel                                                        | DE | AT | CH | UK | US | Anmerkungen |
| ---- | ------------------------------------------------------------ | --- | --- | --- | --- | --- | --- |
| 1972 | Greatest Hits [1972]                                         | — | — | — | UK34 Gold · (10 Wo.)UK | — | Erstveröffentlichung: November 1972 nur in UK und Australien veröffentlicht                                                                  |
| 1976 | Diana Ross’ Greatest Hits (auch bekannt als Greatest Hits 2) | — | — | — | UK2 Gold · (29 Wo.)UK | US13 (23 Wo.)US | Erstveröffentlichung: 12. Juli 1976 |
| 1979 | 20 Golden Greats                                             | — | — | — | UK2 Platin · (29 Wo.)UK | — | Erstveröffentlichung: 2. November 1979 |
| 1981 | To Love Again                                                | DE62 (1 Wo.)DE | — | — | UK26 (10 Wo.)UK | US32 (14 Wo.)US | Erstveröffentlichung: 17. Februar 1981 |
| 1981 | All the Great Hits                                           | — | — | — | UK21 Platin · (31 Wo.)UK | US37 Gold · (32 Wo.)US | Erstveröffentlichung: Oktober 1981 |
| 1981 | Collection                                                   | — | — | — | — | — | Erstveröffentlichung: 1981 |
| 1981 | The Diana Ross Story                                         | — | — | — | — | — | Erstveröffentlichung: 1981 |
| 1982 | Diana’s Duets                                                | — | — | — | UK43 Silber · (6 Wo.)UK | — | Erstveröffentlichung: 29. Januar 1982 mit den Supremes und Temptations                                                                       |
| 1982 | Love Songs [1982]                                            | — | — | CH12 (7 Wo.)CH | UK5 Platin · (17 Wo.)UK | — | Erstveröffentlichung: 1. November 1982 in der Schweiz erst 1985 in den Charts                                                                |
| 1983 | Diana Ross Anthology                                         | — | — | — | — | US63 Gold · (12 Wo.)US | Erstveröffentlichung: September 1983 |
| 1983 | Portrait                                                     | — | — | — | UK8 Gold · (31 Wo.)UK | — | Erstveröffentlichung: Dezember 1983 erschienen in 2 Teilen                                                                                   |
| 1984 | All the Great Love Songs                                     | — | — | — | — | — | Erstveröffentlichung: 1984 |
| 1984 | Love Songs [1984]                                            | — | — | — | — | — | Erstveröffentlichung: 1984 |
| 1985 | Dance Songs                                                  | — | — | — | — | — | Erstveröffentlichung: 1985 |
| 1986 | Greatest Hits [1986]                                         | — | AT26 (4 Wo.)AT | — | — | — | Erstveröffentlichung: 1986 nur in D-A-CH veröffentlicht                                                                                      |
| 1986 | Their Very Best – Back to Back                               | — | — | — | — | — | Erstveröffentlichung: November 1986 mit Gladys Knight & the Pips, Michael Jackson & Stevie Wonder                                            |
| 1987 | Love Songs [1987]                                            | — | — | — | UK12 Platin · (24 Wo.)UK | — | Erstveröffentlichung: 1. September 1987 mit Michael Jackson                                                                                  |
| 1992 | Motown’s Greatest Hits                                       | — | — | — | UK20 Silber · (11 Wo.)UK | — | Erstveröffentlichung: Februar 1992 |
| 1993 | One Woman – The Ultimate Collection                          | DE79 (6 Wo.)DE | — | — | UK1 ×4Vierfachplatin · (67 Wo.)UK                                                                                                 | — | Erstveröffentlichung: 1. Oktober 1993 |
| 1996 | Voice of Love                                                | — | — | — | UK42 Gold · (7 Wo.)UK | — | Erstveröffentlichung: 29. November 1996 |
| 1997 | Greatest Hits: The RCA Years                                 | — | — | — | — | — | Erstveröffentlichung: 10. März 1997 |
| 1998 | 40 Golden Motown Greats                                      | — | — | — | UK35 (6 Wo.)UK | — | Erstveröffentlichung: 19. Oktober 1998 mit den The Supremes                                                                                  |
| 2001 | Love and Life – The Very Best Of                             | — | — | — | UK28 Platin · (7 Wo.)UK | — | Erstveröffentlichung: 15. Januar 2001 |
| 2003 | The No. 1’s                                                  | — | — | — | UK15 Gold · (12 Wo.)UK | US72 (5 Wo.)US | Erstveröffentlichung: 21. Oktober 2003 mit den The Supremes                                                                                  |
| 2006 | Soul Legends                                                 | — | — | — | — | — | Erstveröffentlichung: 26. Januar 2006 |
| 2006 | The Definitive Collection                                    | — | — | — | — | US142 (1 Wo.)US | Erstveröffentlichung: 29. August 2006 |
| 2008 | Playlist Your Way                                            | — | — | — | — | — | Erstveröffentlichung: 5. August 2008 Teil der gleichnamigen Albumreihe, welche neben der Musik-CD eine Biografie als Downloadpodcast enthält |
| 2009 | Complete Collection                                          | — | — | — | — | — | Erstveröffentlichung: 15. Juli 2009 nur in den Niederlanden veröffentlicht                                                                   |
| 2011 | The Greatest                                                 | — | — | — | UK24 Gold · (8 Wo.)UK | — | Erstveröffentlichung: 7. November 2011 |
| 2012 | Icon                                                         | — | — | — | — | — | Erstveröffentlichung: 6. März 2012 Teil der gleichnamigen Albumreihe                                                                         |
| 2012 | Upside Down: The Collection                                  | — | — | — | — | — | Erstveröffentlichung: 6. November 2012 |
| 2013 | Playlist: The Very Best of Diana Ross                        | — | — | — | — | — | Erstveröffentlichung: 9. Oktober 2015 |
| 2013 | Diana Ross Sings Songs from The Wiz                          | — | — | — | — | — | Erstveröffentlichung: 27. November 2015 |
| 2017 | Diamond Diana: The Legacy Collection                         | — | — | — | — | US30 (1 Wo.)US | Erstveröffentlichung: 17. November 2017 |

grau schraffiert: keine Chartdaten aus diesem Jahr verfügbar

### Remixalben
| Jahr | Titel                        | Höchstplatzierung, Gesamtwochen, AuszeichnungChartplatzierungen (Jahr, Titel, Platzierungen, Wochen, Auszeichnungen, Anmerkungen) | Höchstplatzierung, Gesamtwochen, AuszeichnungChartplatzierungen (Jahr, Titel, Platzierungen, Wochen, Auszeichnungen, Anmerkungen) | Höchstplatzierung, Gesamtwochen, AuszeichnungChartplatzierungen (Jahr, Titel, Platzierungen, Wochen, Auszeichnungen, Anmerkungen) | Höchstplatzierung, Gesamtwochen, AuszeichnungChartplatzierungen (Jahr, Titel, Platzierungen, Wochen, Auszeichnungen, Anmerkungen) | Höchstplatzierung, Gesamtwochen, AuszeichnungChartplatzierungen (Jahr, Titel, Platzierungen, Wochen, Auszeichnungen, Anmerkungen) | Anmerkungen                                                                                                   |
| Jahr | Titel                        | DE | AT | CH | UK | US | Anmerkungen                                                                                                   |
| ---- | ---------------------------- | --- | --- | --- | --- | --- | --- |
| 1994 | Diana Extended – The Remixes | — | — | — | UK58 (1 Wo.)UK | — | Erstveröffentlichung: 12. April 1994 Remixes unter anderem von David Morales, Steve Hurley & Frankie Knuckles |
| 2020 | Supertonic: Mixes            | — | — | — | — | — | Erstveröffentlichung: 24. Juli 2020                                                                           |

### Soundtracks
| Jahr | Titel                               | Höchstplatzierung, Gesamtwochen, AuszeichnungChartplatzierungen (Jahr, Titel, Platzierungen, Wochen, Auszeichnungen, Anmerkungen) | Höchstplatzierung, Gesamtwochen, AuszeichnungChartplatzierungen (Jahr, Titel, Platzierungen, Wochen, Auszeichnungen, Anmerkungen) | Höchstplatzierung, Gesamtwochen, AuszeichnungChartplatzierungen (Jahr, Titel, Platzierungen, Wochen, Auszeichnungen, Anmerkungen) | Höchstplatzierung, Gesamtwochen, AuszeichnungChartplatzierungen (Jahr, Titel, Platzierungen, Wochen, Auszeichnungen, Anmerkungen) | Höchstplatzierung, Gesamtwochen, AuszeichnungChartplatzierungen (Jahr, Titel, Platzierungen, Wochen, Auszeichnungen, Anmerkungen) | Anmerkungen                              |
| Jahr | Titel                               | DE | AT | CH | UK | US | Anmerkungen                              |
| ---- | ----------------------------------- | --- | --- | --- | --- | --- | ---------------------------------------- |
| 1971 | Diana! (The Original TV Soundtrack) | — | — | — | UK43 (1 Wo.)UK | US46 (15 Wo.)US | Erstveröffentlichung: 29. März 1971      |
| 1972 | Lady Sings the Blues                | — | — | — | UK50 Gold · (1 Wo.)UK | US1 (54 Wo.)US | Erstveröffentlichung: Oktober 1972       |
| 1975 | Mahogany                            | — | — | — | — | US19 (26 Wo.)US | Erstveröffentlichung: Oktober 1975       |
| 1978 | The Wiz                             | — | — | — | — | US40 Gold · (17 Wo.)US | Erstveröffentlichung: 18. September 1978 |

grau schraffiert: keine Chartdaten aus diesem Jahr verfügbar

## Singles
| Jahr | Titel Album                                                                   | Höchstplatzierung, Gesamtwochen, AuszeichnungChartplatzierungen (Jahr, Titel, Album, Platzierungen, Wochen, Auszeichnungen, Anmerkungen) | Höchstplatzierung, Gesamtwochen, AuszeichnungChartplatzierungen (Jahr, Titel, Album, Platzierungen, Wochen, Auszeichnungen, Anmerkungen) | Höchstplatzierung, Gesamtwochen, AuszeichnungChartplatzierungen (Jahr, Titel, Album, Platzierungen, Wochen, Auszeichnungen, Anmerkungen) | Höchstplatzierung, Gesamtwochen, AuszeichnungChartplatzierungen (Jahr, Titel, Album, Platzierungen, Wochen, Auszeichnungen, Anmerkungen) | Höchstplatzierung, Gesamtwochen, AuszeichnungChartplatzierungen (Jahr, Titel, Album, Platzierungen, Wochen, Auszeichnungen, Anmerkungen) | Anmerkungen |
| Jahr | Titel Album                                                                   | DE | AT | CH | UK | US | Anmerkungen |
| ---- | ----------------------------------------------------------------------------- | --- | --- | --- | --- | --- | --- |
| 1970 | Reach Out and Touch (Somebody’s Hand) Diana Ross                              | — | — | — | UK33 (5 Wo.)UK | US20 (9 Wo.)US | Erstveröffentlichung: 6. April 1970 |
| 1970 | Ain’t No Mountain High Enough Diana Ross                                      | — | — | — | UK6 Silber · (12 Wo.)UK | US1 (14 Wo.)US | Erstveröffentlichung: 16. Juli 1970 Neuauflage: 23. März 2018 Original: Marvin Gaye & Tammi Terrell (1967) Grammy-Nominierung |
| 1970 | Remember Me Surrender                                                         | — | — | — | UK7 (12 Wo.)UK | US16 (10 Wo.)US | Erstveröffentlichung: 8. Dezember 1970 |
| 1971 | Reach Out I’ll Be There Surrender                                             | — | — | — | — | US29 (7 Wo.)US | Erstveröffentlichung: 27. April 1971 Original: Four Tops (1966) |
| 1971 | Surrender                                                                     | — | — | — | UK10 (11 Wo.)UK | US38 (8 Wo.)US | Erstveröffentlichung: 6. Juli 1971 |
| 1971 | I’m Still Waiting Everything Is Everything                                    | — | — | — | UK1 (18 Wo.)UK | US63 (5 Wo.)US | Erstveröffentlichung: Juli 1971 |
| 1972 | Doobedood’ndoobe, Doobedood’ndoobe, Doobedood’ndoo Everything Is Everything   | — | — | — | UK12 (9 Wo.)UK | — | Erstveröffentlichung: 28. April 1972 nicht in den USA veröffentlicht |
| 1972 | Good Morning Heartache Lady Sings the Blues (Soundtrack)                      | — | — | — | — | US34 (13 Wo.)US | Erstveröffentlichung: 18. Dezember 1972 Original: Billie Holiday (1946) |
| 1973 | Touch Me in the Morning Touch Me In The Morning                               | — | — | — | UK9 (13 Wo.)UK | US1 (21 Wo.)US | Erstveröffentlichung: 3. Mai 1973 Grammy-Nominierung |
| 1973 | All of My Life Touch Me In The Morning                                        | — | — | — | UK9 (13 Wo.)UK | — | Erstveröffentlichung: Juni 1973 nicht in den USA veröffentlicht |
| 1973 | You’re a Special Part of Me Diana & Marvin                                    | — | — | — | — | US12 (12 Wo.)US | Erstveröffentlichung: 13. September 1973 mit Marvin Gaye |
| 1973 | Last Time I Saw Him                                                           | — | — | — | UK35 (4 Wo.)UK | US14 (14 Wo.)US | Erstveröffentlichung: 6. Dezember 1973 |
| 1974 | My Mistake (Was to Love You) Diana & Marvin                                   | — | — | — | — | US19 (16 Wo.)US | Erstveröffentlichung: 17. Januar 1974 mit Marvin Gaye |
| 1974 | You Are Everything Diana & Marvin                                             | — | — | — | UK5 Silber · (12 Wo.)UK | — | Erstveröffentlichung: 11. März 1974 mit Marvin Gaye nicht in den USA veröffentlicht |
| 1974 | Sleepin’ Last Time I Saw Him                                                  | — | — | — | — | US70 (5 Wo.)US | Erstveröffentlichung: 4. April 1974 |
| 1974 | Stop, Look, Listen (To Your Heart) Diana & Marvin                             | — | — | — | UK25 (8 Wo.)UK | — | Erstveröffentlichung: 5. Mai 1974 mit Marvin Gaye nicht in den USA veröffentlicht |
| 1974 | Don’t Knock My Love Diana & Marvin                                            | — | — | — | — | US46 (9 Wo.)US | Erstveröffentlichung: 18. Juni 1974 mit Marvin Gaye |
| 1974 | Love Me Last Time I Saw Him                                                   | — | — | — | UK38 (5 Wo.)UK | — | Erstveröffentlichung: 13. September 1974 nicht in den USA veröffentlicht |
| 1975 | Sorry Doesn’t Always Make It Right –                                          | — | — | — | UK23 (9 Wo.)UK | — | Erstveröffentlichung: 11. Februar 1975 |
| 1975 | Theme from Mahogany (Do You Know Where You're Going To) Mahogany (Soundtrack) | — | — | — | UK5 (8 Wo.)UK | US1 (17 Wo.)US | Erstveröffentlichung: 24. September 1975 für einen Oscar nominiert |
| 1976 | I Thought It Took a Little Time (But Today I Fell in Love) Diana Ross [1976]  | — | — | — | UK32 (5 Wo.)UK | US47 (7 Wo.)US | Erstveröffentlichung: 20. Februar 1976 |
| 1976 | Love Hangover Diana Ross [1976]                                               | — | — | — | UK10 (12 Wo.)UK | US1 (18 Wo.)US | Erstveröffentlichung: 16. März 1976 Neuauflagen: 1988/10. April 2020 Grammy-Nominierung |
| 1976 | One Love in My Lifetime Diana Ross [1976]                                     | — | — | — | — | US25 (12 Wo.)US | Erstveröffentlichung: August 1976 |
| 1977 | Gettin’ Ready for Love Baby It’s Me                                           | — | — | — | UK23 (7 Wo.)UK | US27 (13 Wo.)US | Erstveröffentlichung: 16. Oktober 1977 |
| 1978 | Your Love Is so Good for Me Baby It’s Me                                      | — | — | — | — | US49 (7 Wo.)US | Erstveröffentlichung: 24. Januar 1978 Grammy-Nominierung |
| 1978 | Top of the World Baby It’s Me                                                 | — | — | — | — | — | Erstveröffentlichung: 17. Februar 1978 |
| 1978 | You Got It Baby It’s Me                                                       | — | — | — | — | US49 (7 Wo.)US | Erstveröffentlichung: 13. April 1978 |
| 1978 | Lovin’, Livin’, and Givin’ Ross [1978]                                        | — | — | — | — | US54 (6 Wo.)US | Erstveröffentlichung: 7. Juli 1978 |
| 1978 | Ease On down the Road –                                                       | — | — | — | UK45 (4 Wo.)UK | US41 (9 Wo.)US | Erstveröffentlichung: 21. September 1978 mit Michael Jackson Grammy-Nominierung |
| 1978 | What You Gave Me Ross [1978]                                                  | — | — | — | — | — | Erstveröffentlichung: 28. Dezember 1978 |
| 1978 | Pops, We Love You (A Tribute to Father) –                                     | — | — | — | UK66 (5 Wo.)UK | US59 (8 Wo.)US | Erstveröffentlichung: Dezember 1978 mit Marvin Gaye, Smokey Robinson & Stevie Wonder; Gedenksingle für den 1978 verstorbenen Berry Gordy Sr., den Vater des Motown-Gründers Berry Gordy Jr.                                               |
| 1979 | The Boss                                                                      | — | — | — | UK40 (7 Wo.)UK | US19 (16 Wo.)US | Erstveröffentlichung: 22. Mai 1979 |
| 1979 | A Brand New Day –                                                             | — | — | — | — | — | Erstveröffentlichung: Mai 1979 The Wiz Stars feat. Diana Ross & Michael Jackson |
| 1979 | No One Gets the Prize The Boss                                                | — | — | — | UK59 (3 Wo.)UK | — | Erstveröffentlichung: September 1979 |
| 1979 | It’s My House The Boss                                                        | — | — | — | UK32 (10 Wo.)UK | — | Erstveröffentlichung: 20. Oktober 1979 |
| 1980 | Upside Down Diana                                                             | DE3 (25 Wo.)DE | AT2 (12 Wo.)AT | CH1 (13 Wo.)CH | UK2 Platin · (12 Wo.)UK | US1 Gold · (29 Wo.)US | Erstveröffentlichung: 18. Juni 1980 Neuauflage: 10. August 2018 Grammy-Nominierung |
| 1980 | I’m Coming Out Diana                                                          | DE32 (11 Wo.)DE | — | — | UK13 Platin · (10 Wo.)UK | US5 (23 Wo.)US | Erstveröffentlichung: 22. August 1980 Neuauflage: 10. August 2018 |
| 1980 | My Old Piano Diana                                                            | DE15 (14 Wo.)DE | AT20 (2 Wo.)AT | — | UK5 Silber · (9 Wo.)UK | — | Erstveröffentlichung: 19. September 1980 |
| 1980 | It’s My Turn To Love Again                                                    | — | — | — | UK16 (8 Wo.)UK | US9 (21 Wo.)US | Erstveröffentlichung: 29. September 1980 |
| 1981 | One More Chance To Love Again                                                 | — | — | — | UK49 (5 Wo.)UK | US79 (5 Wo.)US | Erstveröffentlichung: 27. Februar 1981 |
| 1981 | Cryin’ My Heart Out for You To Love Again                                     | — | — | — | UK58 (3 Wo.)UK | — | Erstveröffentlichung: 21. Mai 1981 |
| 1981 | Endless Love Why Do Fools Fall In Love                                        | — | — | CH6 (7 Wo.)CH | UK7 Platin · (12 Wo.)UK | US1 Platin · (27 Wo.)US | Erstveröffentlichung: 26. Juni 1981 mit Lionel Richie zwei Grammy-Nominierungen |
| 1981 | Why Do Fools Fall in Love Why Do Fools Fall In Love                           | DE17 (15 Wo.)DE | — | CH9 (5 Wo.)CH | UK4 Silber · (16 Wo.)UK | US7 (20 Wo.)US | Erstveröffentlichung: 25. September 1981 Neuauflage: 1994 Original: Frankie Lymon & the Teenagers (1956) |
| 1981 | Mirror Mirror Why Do Fools Fall In Love                                       | — | — | — | UK36 (5 Wo.)UK | US8 (14 Wo.)US | Erstveröffentlichung: 11. Dezember 1981 |
| 1982 | Tenderness –                                                                  | — | — | — | UK73 (2 Wo.)UK | — | nicht in den USA veröffentlicht |
| 1982 | Work That Body Why Do Fools Fall In Love                                      | — | — | — | UK7 (11 Wo.)UK | US44 (7 Wo.)US | Erstveröffentlichung: 19. März 1982 |
| 1982 | It’s Never Too Late Why Do Fools Fall In Love                                 | — | — | — | UK41 (4 Wo.)UK | — | Erstveröffentlichung: Juli 1982 |
| 1982 | Old Funky Rolls –                                                             | — | — | — | — | — | Erstveröffentlichung: August 1982 |
| 1982 | Muscles Silk Electric                                                         | DE69 (3 Wo.)DE | — | — | UK15 (9 Wo.)UK | US10 (17 Wo.)US | Erstveröffentlichung: 17. September 1982 Grammy-Nominierung |
| 1983 | So Close Silk Electric                                                        | — | — | — | UK43 (4 Wo.)UK | US40 (10 Wo.)US | Erstveröffentlichung: 7. Januar 1983 |
| 1983 | Who Silk Electric                                                             | — | — | — | — | — | Erstveröffentlichung: April 1983 |
| 1983 | Pieces of Ice Ross [1983]                                                     | DE39 (8 Wo.)DE | — | — | UK46 (3 Wo.)UK | US31 (10 Wo.)US | Erstveröffentlichung: 17. Juni 1983 |
| 1983 | Up Front Ross [1983]                                                          | — | — | — | — | — | Erstveröffentlichung: September 1983 |
| 1983 | Let’s Go Up Ross [1983]                                                       | — | — | — | — | US77 (6 Wo.)US | Erstveröffentlichung: 18. November 1983 |
| 1984 | All of You Swept Away                                                         | DE32 (10 Wo.)DE | AT12 (6 Wo.)AT | — | UK43 (8 Wo.)UK | US19 (16 Wo.)US | Erstveröffentlichung: 12. Juni 1984 mit Julio Iglesias |
| 1984 | Swept Away                                                                    | DE63 (6 Wo.)DE | — | — | — | US19 (14 Wo.)US | Erstveröffentlichung: 14. August 1984 |
| 1984 | Touch by Touch Swept Away                                                     | DE49 (7 Wo.)DE | — | — | UK47 (6 Wo.)UK | — | Erstveröffentlichung: September 1984 nicht in den USA veröffentlicht |
| 1984 | Missing You Swept Away                                                        | — | — | — | — | US10 (27 Wo.)US | Erstveröffentlichung: 13. November 1984 zum Gedenken an Marvin Gaye |
| 1985 | Telephone Swept Away                                                          | — | — | — | — | — | Erstveröffentlichung: 3. Juni 1985 |
| 1985 | Eaten Alive                                                                   | DE38 (9 Wo.)DE | — | CH17 (6 Wo.)CH | UK71 (1 Wo.)UK | US77 (7 Wo.)US | Erstveröffentlichung: 1. September 1985 Backgroundsänger: Michael Jackson & Barry Gibb |
| 1985 | Chain Reaction Eaten Alive                                                    | DE11 (20 Wo.)DE | — | CH20 (7 Wo.)CH | UK1 Gold · (24 Wo.)UK | US66 (11 Wo.)US | Erstveröffentlichung: 25. Oktober 1985 Neuauflage: 27. September 1993 die Höchstplatzierung in US bezieht sich auf den Special New Mix im Mai 1986, zuvor war das Lied bereits im November 1985 auf Platz 95 Backgroundsänger: Barry Gibb |
| 1986 | Experience Eaten Alive                                                        | — | — | — | UK47 (3 Wo.)UK | — | Erstveröffentlichung: 4. April 1986 |
| 1987 | Dirty Looks Red Hot Rhythm + Blues                                            | DE58 (5 Wo.)DE | — | — | UK49 (3 Wo.)UK | — | Erstveröffentlichung: 29. April 1987 |
| 1987 | Tell Me Again Red Hot Rhythm + Blues                                          | — | — | — | — | — | Erstveröffentlichung: Juli 1987 |
| 1988 | Mr. Lee Red Hot Rhythm + Blues                                                | — | — | — | UK58 (2 Wo.)UK | — | Erstveröffentlichung: 12. Januar 1988 |
| 1988 | If We Hold On Together The Force Behind The Power                             | — | — | — | UK11 (10 Wo.)UK | — | Erstveröffentlichung: 5. November 1988 |
| 1989 | Workin’ Overtime                                                              | — | — | — | UK32 (5 Wo.)UK | — | Erstveröffentlichung: 24. April 1989 |
| 1989 | Paradise Workin’ Overtime                                                     | — | — | — | UK61 (2 Wo.)UK | — | Erstveröffentlichung: 23. Juli 1989 |
| 1989 | This House Workin’ Overtime                                                   | — | — | — | — | — | Erstveröffentlichung: Juli 1989 |
| 1989 | Bottom Line Workin’ Overtime                                                  | — | — | — | — | — | Erstveröffentlichung: 14. September 1989 |
| 1990 | I’m Still Waiting (Phill Chill Remix) –                                       | — | — | — | UK21 (6 Wo.)UK | — | Erstveröffentlichung: 25. Juni 1990 |
| 1991 | When You Tell Me That You Love Me The Force Behind The Power                  | — | — | — | UK2 Silber · (11 Wo.)UK | — | Erstveröffentlichung: 20. August 1991 |
| 1991 | You’re Gonna Love It The Force Behind The Power                               | — | — | — | — | — | Erstveröffentlichung: 15. Oktober 1991 |
| 1991 | Battlefield The Force Behind The Power                                        | — | — | — | — | — | Erstveröffentlichung: 1991 nur in den Niederlanden veröffentlicht |
| 1992 | The Force Behind the Power The Force Behind The Power                         | DE82 (2 Wo.)DE | — | — | UK27 (3 Wo.)UK | — | Erstveröffentlichung: 15. Januar 1992 |
| 1992 | That’s Why I Call You My Friend –                                             | — | — | — | — | — | Erstveröffentlichung: 29. März 1992 nur in Japan veröffentlicht |
| 1992 | Waiting in the Wings The Force Behind The Power                               | — | — | — | — | — | Erstveröffentlichung: 28. April 1992 |
| 1992 | One Shining Moment The Force Behind The Power                                 | — | — | — | UK10 (8 Wo.)UK | — | Erstveröffentlichung: Juli 1992 |
| 1992 | Heart (Don’t Change My Mind) The Force Behind The Power                       | — | — | — | UK31 (3 Wo.)UK | — | Erstveröffentlichung: September 1992 |
| 1993 | The Best Years of My Life One Woman: The Ultimate Collection                  | — | — | — | UK28 (4 Wo.)UK | — | Erstveröffentlichung: 18. Oktober 1993 |
| 1993 | Your Love One Woman: The Ultimate Collection                                  | — | — | — | UK14 (8 Wo.)UK | — | Erstveröffentlichung: 29. November 1993 |
| 1995 | Take Me Higher                                                                | — | — | — | UK32 (4 Wo.)UK | — | Erstveröffentlichung: 5. August 1995 |
| 1995 | Gone –                                                                        | — | — | — | UK36 (3 Wo.)UK | — | Erstveröffentlichung: 14. November 1995 |
| 1996 | Voice of the Heart / If You’re Not Gonna Love Me Right Take Me Higher         | — | — | — | — | — | Erstveröffentlichung: 20. Februar 1996 |
| 1996 | I Will Survive Take Me Higher                                                 | — | — | — | UK14 (4 Wo.)UK | — | Erstveröffentlichung: 14. April 1996 Original: Gloria Gaynor (1979) |
| 1996 | In the Ones You Love Voice of Love                                            | — | — | — | UK34 (4 Wo.)UK | — | Erstveröffentlichung: 2. Dezember 1996 |
| 1997 | Promise Me You’ll Try –                                                       | — | — | — | — | — | Erstveröffentlichung: 8. Februar 1997 |
| 1999 | Until We Meet Again Every Day Is A New Day                                    | — | — | — | — | — | Erstveröffentlichung: April 1999 |
| 1999 | Not over You Yet Every Day Is A New Day                                       | DE67 (9 Wo.)DE | — | — | UK9 (7 Wo.)UK | — | Erstveröffentlichung: 25. Oktober 1999 |
| 2001 | Goin’ Back Love and Life – The Very Best Of                                   | — | — | — | — | — | Erstveröffentlichung: 2001 nur in den Niederlanden veröffentlicht |
| 2005 | When You Tell Me That You Love Me Face to Face                                | — | — | — | UK2 (8 Wo.)UK | — | Erstveröffentlichung: 19. Dezember 2005 Westlife feat. Diana Ross |
| 2019 | The Boss 2019 –                                                               | — | — | — | — | — | Erstveröffentlichung: 26. März 2019 |
| 2021 | Thank You                                                                     | — | — | — | — | — | Erstveröffentlichung: 16. Juni 2021 |
| 2021 | If The World Just Danced Thank You                                            | — | — | — | — | — | Erstveröffentlichung: 3. September 2021 |
| 2022 | Turn Up the Sunshine –                                                        | — | — | — | — | — | Erstveröffentlichung: 1. Juli 2022 feat. Tame Impala |

grau schraffiert: keine Chartdaten aus diesem Jahr verfügbar

## Videoalben
- 1986: Visions of Diana Ross (US: Gold)
- 1993: One Woman: The Video Collection
- 2002: Stolen Moments: The Lady Sings... Jazz and Blues

## Promoveröffentlichungen
| Jahr | Titel Album                                                                        | Anmerkungen                                              |
| ---- | ---------------------------------------------------------------------------------- | -------------------------------------------------------- |
| 1994 | Someday We’ll Be Together (Remix) –                                                | Erstveröffentlichung: 1994 Original: The Supremes (1969) |
| 1999 | Every Day Is a New Day                                                             | Erstveröffentlichung: 1999                               |
| 2005 | I’ve Got a Crush on You Thanks for the Memory… The Great American Songbook Vol. IV | Erstveröffentlichung: 2005 mit Rod Stewart               |
| 2006 | What a Diff’rence a Day Makes Blue                                                 | Erstveröffentlichung: 2006                               |

## Boxsets
- 1993: Forever Diana: Musical Memoirs (4-CD-Boxset)

## Statistik

### Chartauswertung
|                     | DE     | AT    | CH    | UK     | US     |
| ------------------- | ------ | ----- | ----- | ------ | ------ |
| Nummer-eins-Alben   | DE—DE  | AT—AT | CH—CH | UK1UK  | US1US  |
| Top-10-Alben        | DE1DE  | AT2AT | CH2CH | UK11UK | US4US  |
| Alben in den Charts | DE10DE | AT6AT | CH6CH | UK43UK | US35US |

|                       | DE     | AT    | CH    | UK     | US     |
| --------------------- | ------ | ----- | ----- | ------ | ------ |
| Nummer-eins-Singles   | DE—DE  | AT—AT | CH1CH | UK2UK  | US6US  |
| Top-10-Singles        | DE1DE  | AT1AT | CH3CH | UK19UK | US12US |
| Singles in den Charts | DE13DE | AT3AT | CH5CH | UK58UK | US41US |

### Auszeichnungen für Musikverkäufe
| Goldene Schallplatte - Belgien - 1996: für das Album One Woman – Ultimate Collection - Brasilien - 2024: für die Single Endless Love - Dänemark - 2024: für die Single Upside Down - 2025: für die Single I’m Coming Out - Finnland - 1982: für das Album Why Do Fools Fall in Love - Frankreich - 1993: für das Album One Woman – Ultimate Collection - Italien - 2023: für die Single Upside Down - Japan - 1990: für das Album All The Great Love Songs - Kanada - 1978: für das Album Greatest Hits - 1982: für das Album Why Do Fools Fall in Love - 1982: für das Album All the Great Hits - 1984: für das Album Swept Away - 1984: für die Single All of You - Neuseeland - 1980: für die Single Upside Down - 1982: für die Single Why Do Fools Fall in Love - Niederlande - 1980: für die Single Upside Down - 1980: für das Album Diana - Spanien - 2024: für die Single Endless Love | Platin-Schallplatte - Australien - 1986: für die Single Chain Reaction - Kanada - 1980: für die Single I’m Coming Out - 1981: für die Single Upside Down - 1981: für das Album Diana - 1981: für die Single Endless Love - Neuseeland - 2022: für die Single I’m Coming Out - Niederlande - 1993: für das Album Christmas in Vienna 4× Platin-Schallplatte - Japan - 1990: für die Single If We Hold On Together |

Anmerkung: Auszeichnungen in Ländern aus den Charttabellen bzw. Chartboxen sind in ebendiesen zu finden.
| Land/RegionAuszeichnungen für Musikverkäufe (Land/Region, Auszeichnungen, Verkäufe, Quellen) | Silber       | Gold       | Platin       | Verkäufe  | Quellen                       |
| -------------------------------------------------------------------------------------------- | ------------ | ---------- | ------------ | --------- | ----------------------------- |
| Australien (ARIA)                                                                            | —            | —          | Platin1      | 70.000    | Einzelnachweise               |
| Belgien (BRMA)                                                                               | —            | Gold1      | —            | 25.000    | ultratop.be                   |
| Brasilien (PMB)                                                                              | —            | Gold1      | —            | 30.000    | pro-musicabr.org.br           |
| Dänemark (IFPI)                                                                              | —            | 2× Gold2   | —            | 90.000    | ifpi.dk                       |
| Deutschland (BVMI)                                                                           | —            | Gold1      | —            | 250.000   | musikindustrie.de             |
| Finnland (IFPI)                                                                              | —            | Gold1      | —            | 25.000    | ifpi.fi                       |
| Frankreich (SNEP)                                                                            | —            | Gold1      | —            | 100.000   | infodisc.fr                   |
| Italien (FIMI)                                                                               | —            | Gold1      | —            | 50.000    | fimi.it                       |
| Japan (RIAJ)                                                                                 | —            | Gold1      | 4× Platin4   | 500.000   | riaj.or.jp                    |
| Kanada (MC)                                                                                  | —            | 5× Gold5   | 4× Platin4   | 800.000   | musiccanada.com               |
| Neuseeland (RMNZ)                                                                            | —            | 2× Gold2   | Platin1      | 50.000    | aotearoamusiccharts.co.nz NZ2 |
| Niederlande (NVPI)                                                                           | —            | 2× Gold2   | Platin1      | 250.000   | nvpi.nl                       |
| Österreich (IFPI)                                                                            | —            | —          | Platin1      | 50.000    | ifpi.at                       |
| Schweiz (IFPI)                                                                               | —            | Gold1      | —            | 25.000    | hitparade.ch                  |
| Spanien (Promusicae)                                                                         | —            | Gold1      | —            | 30.000    | elportaldemusica.es           |
| Vereinigte Staaten (RIAA)                                                                    | —            | 7× Gold7   | 4× Platin4   | 8.250.000 | riaa.com                      |
| Vereinigtes Königreich (BPI)                                                                 | 12× Silber12 | 16× Gold16 | 12× Platin12 | 8.070.000 | bpi.co.uk                     |
| Insgesamt                                                                                    | 12× Silber12 | 43× Gold43 | 28× Platin28 |           |                               |